# Ernest le Pelley
Ernest le Pelley (1801-1849) fue señor de Sark de 1839 hasta su muerte en 1849.

## Biografía
En 1839 heredó el título y la empresa minera Guernsey and Sark Mining Company (que había llegado a emplear a más de 300 personas) de su hermano. En 1844, se encontraba desesperadamente necesitado de fondos para acometer las obras de modernización de la mina de plata de la isla, dado que los socios se habían negado a invertir más dinero (desde el momento de su apertura, se habían gastado 34 000 libras para producir materia prima equivalente a sólo 4000 libras), por lo que se vio obligado a pedir prestado 4000 libras a John Allaire, un particular local, poniendo como garantía la propia isla de Sark y su título nobiliario (después de obtener el perceptivo permiso de la corona).
Sólo un año después se produjo un colapso de parte de la estructura de la mina lo que provocó una devastadora inundación (la mina se extendía 140 metros bajo el nivel del mar) y la muerte de diez trabajadores; tras la tragedia y a pesar de varios intentos, la mina nunca fue reabierta. A su muerte, le sucedió su hijo Pierre Carey, último señor de la familia Le Pelley, heredando sus deudas y el título nobiliario.